# 劉子尚
劉子尚（りゅう ししょう、元嘉28年（451年）- 景和元年11月30日（466年1月2日））は、南朝宋の皇族。豫章王。孝武帝劉駿の次男。字は孝師。

## 経歴
劉駿と王憲嫄のあいだの子として生まれた。孝建3年（456年）1月、西陽王に封じられた。3月、都督南徐兗二州諸軍事・北中郎将・南兗州刺史に任じられた。7月、揚州刺史に転じた。
大明2年（458年）11月、撫軍将軍の号を加えられた。大明3年（459年）2月、都督揚州江州之鄱陽晋安建安三郡諸軍事・揚州刺史となった。大明5年（461年）、豫章王に改封され、会稽郡太守を兼ねた。大明7年（463年）5月、車騎将軍の号を受けた。7月、開府儀同三司の位を受けた。江東で干害が発生して、鄞県で放棄された耕作地が増加したため、子尚は孝武帝の命を受けて鄞県に赴き、勧農につとめた。また左学を立てて、儒林祭酒一名、文学祭酒一名、勧学従事二名を置き、生徒を招集した。大明8年（464年）12月、司徒・揚州刺史に上った。景和元年（465年）8月、尚書令を兼ねた。11月、湘東王劉彧が前廃帝を殺害すると、子尚は山陰公主劉楚玉とともに皇太后の令（実質は劉彧の命令）によって殺害された。

## 伝記資料
- 『宋書』巻80 列伝第40
- 『南史』巻14 列伝第4